# Église San Giacomo alla Lungara
L'église San Giacomo alla Lungara est une église catholique de Rome, située dans le rione Trastevere, sur la via della Lungara. Elle est aussi appelée San Giacomo in Settimiano ou Settignano pour sa proximité avec la Porta Settimiana, construite par Septime Sévère et incorporée par l'empereur Aurélien dans les murs de la ville. 

## Histoire
L'église est d'origine médiévale, remontant peut-être à l'époque du pape Léon IV au IXe siècle. Cependant, les premiers documents attestant de son existence sont des bulles papales de 1198 et 1228, lorsqu'elle fut déclarée filiale de Saint-Pierre au Vatican par Innocent III. Au XIIe siècle, Innocent IV l'a concédé aux moines bénédictins Silvestrini. Une fois les Papareschi éteints, Jules II attribua la propriété du complexe à la Cappella Giulia, à laquelle fut également attribuée la propriété de diverses autres propriétés encore existantes le long de la via della Penitenza. 
En 1620, le chapitre du Vatican confia l'église aux franciscains, mais après quelques années le complexe fut confié aux religieuses pénitentes qui, grâce à la protection du cardinal neveu Francesco Barberini et de son avocat consistorial Ippolito Merenda, en 1644, fit restaurer le bâtiment par Luigi Arrigucci : avec ces restaurations, l'église a perdu son plan de basilique à trois nefs, remplacé par une seule nef avec un plafond à caissons. 
Les religieuses (augustines) sont restées dans le couvent jusqu'en 1887, lorsque le bâtiment a été démoli pour la construction du Lungotevere, et l'église avec son clocher risquait le même sort. En 1902, le chapitre de la Cappella Giulia a cédé l'utilisation du complexe à la paroisse de Santa Dorotea et pour cela aux frères mineurs conventuels qui le détiennent encore aujourd'hui. Les frères ont conclu un accord avec la municipalité qui prévoyait la restauration de l'église et la reconstruction du couvent à leurs frais, en échange de l'autorisation de la municipalité de soutenir les murs d'enceinte du couvent reconstruit de la nouvelle école élémentaire en cours de construction. L'école porte encore le nom de Giuditta Tavani Arquati ,, . 
En 1912 le couvent et l'école ont été achevés. L'église a été rénovée en 1916 aux frais de l'archevêque de Larissa Mgr Grasselli, appartenant au même ordre, qui s'était retiré pour vivre dans le couvent. 

## Description
L'intérieur de l'église a donc une seule nef, avec deux autels latéraux et deux grandes statues dans deux niches latérales sur les côtés du presbytère. Le plafond à caissons n'est pas somptueux, mais il est très gracieux et parfaitement proportionné à la taille et au style de l'église. 
Le sol, refait lors de la restauration de 1916, mérite attention: réalisé en matériau économique typique de l'époque humbertine (carreaux de ciment, c'est-à-dire carreaux de ciment et grains de couleur) mais de bonne qualité esthétique, il est réalisé comme un ensemble de tapis. 
L'œuvre la plus connue est la Memoria funebre di Ippolito Merenda du Bernin : une plaque en forme de drap froissé, soutenue par les mains et les dents par un squelette ailé, installée à l'origine au monastère des Convertis. Le maître-autel présente une toile de Francesco Romanelli représentant l'apôtre Saint-Jacques. 

Du Lungotevere della Farnesina, il est possible de voir le clocher roman de l'église, datant du XIIe siècle et le seul élément médiéval survivant. 

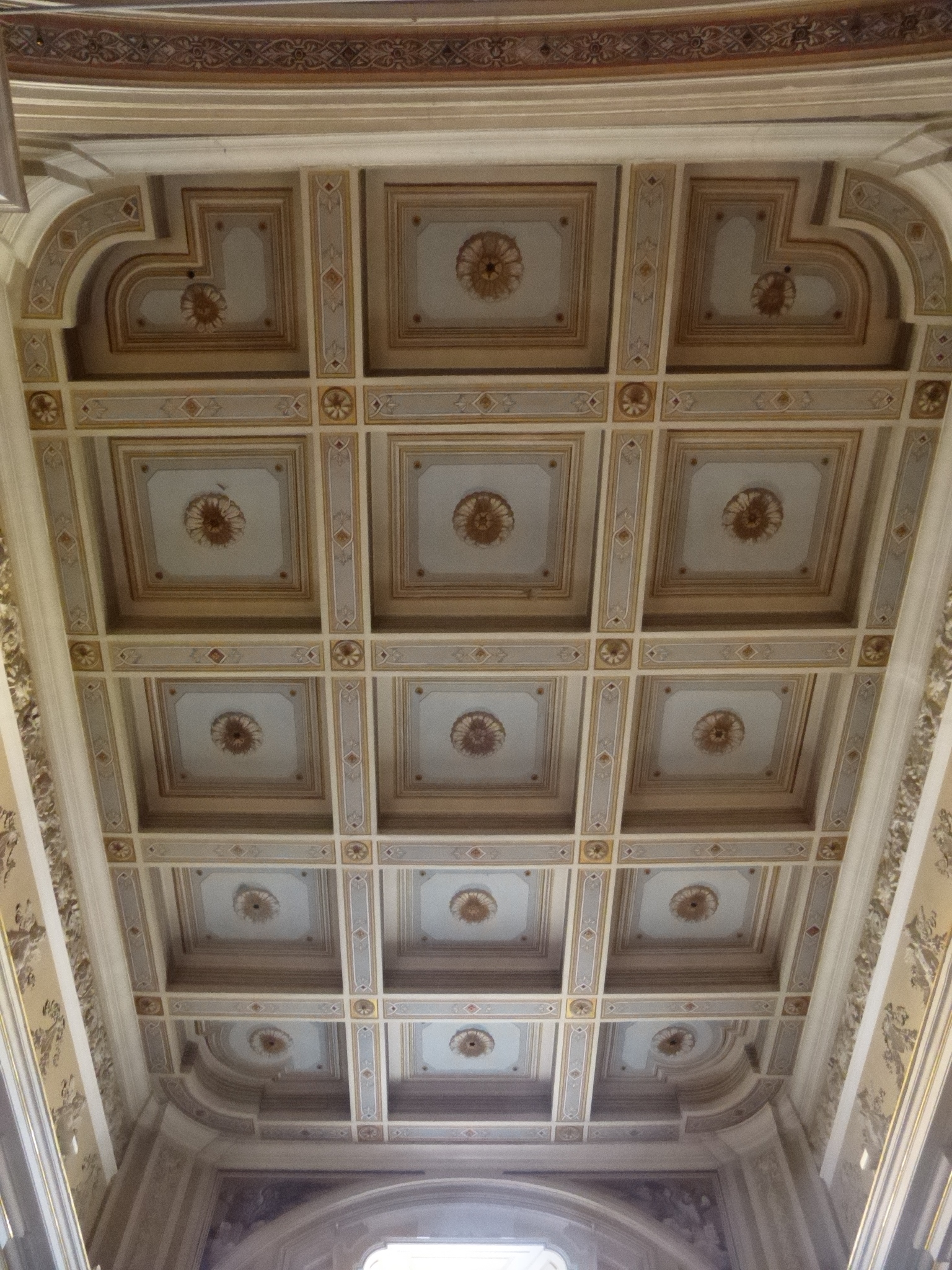
Plafond à caissons
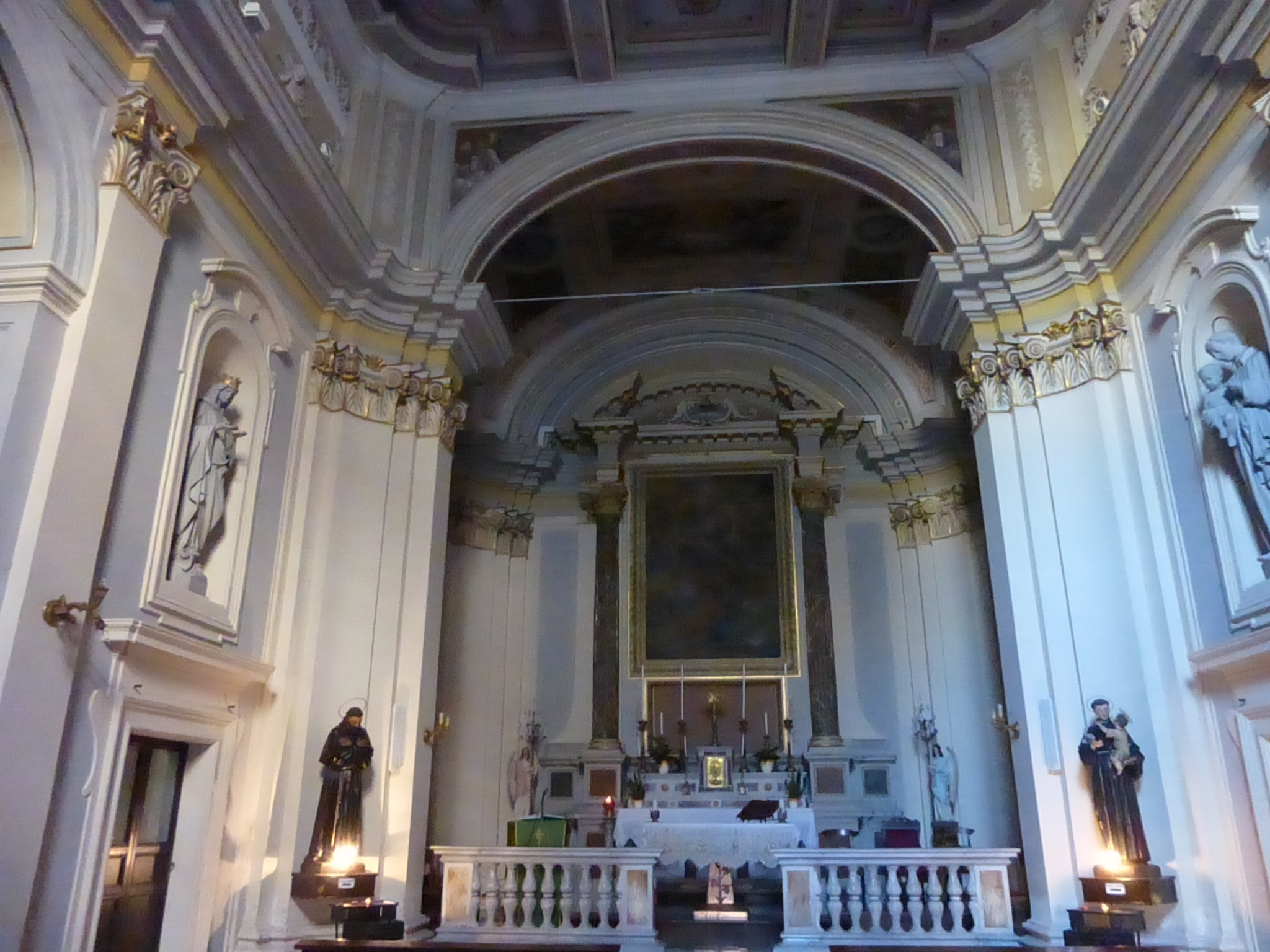
Intérieur baroque
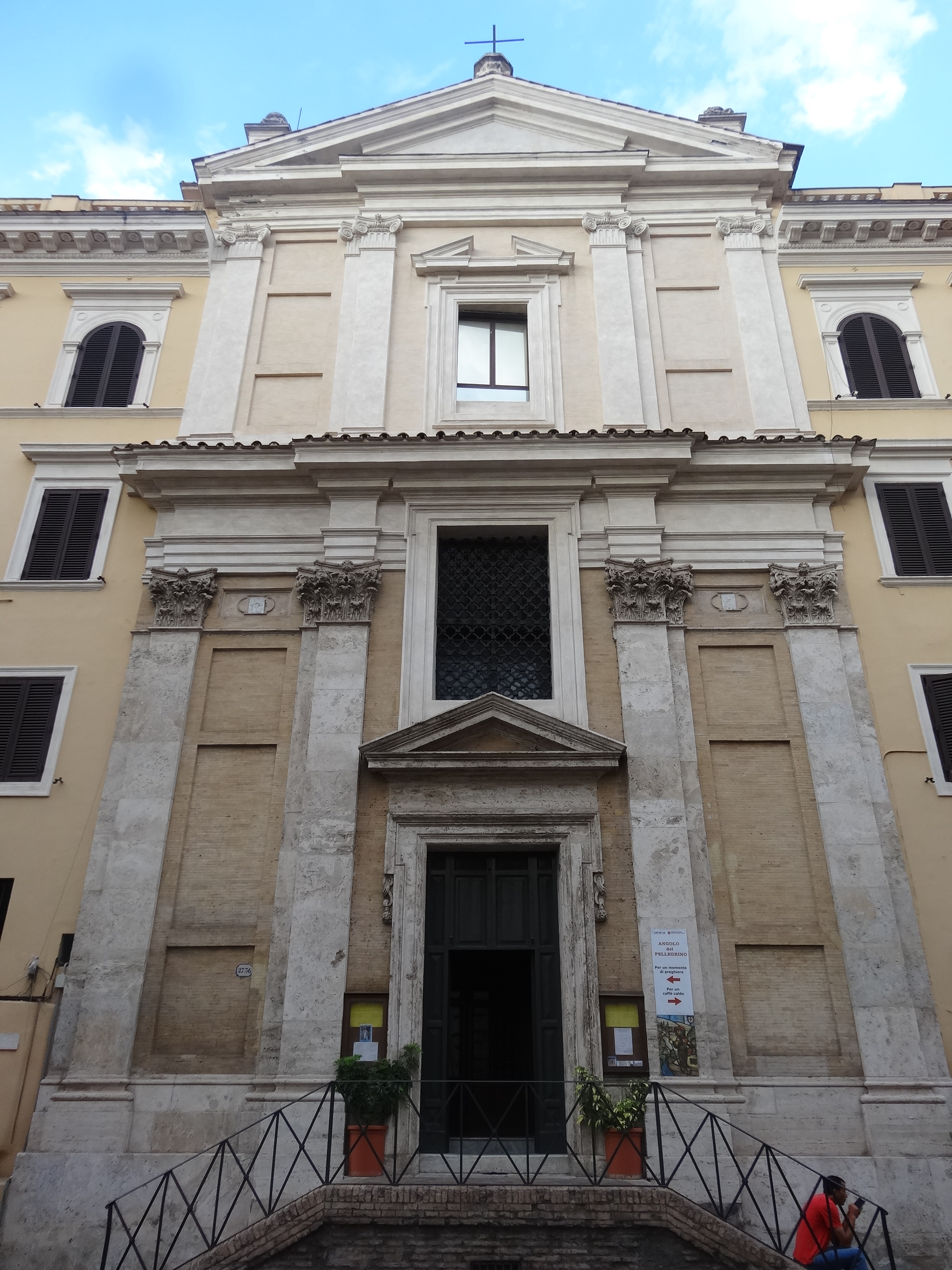
Façade
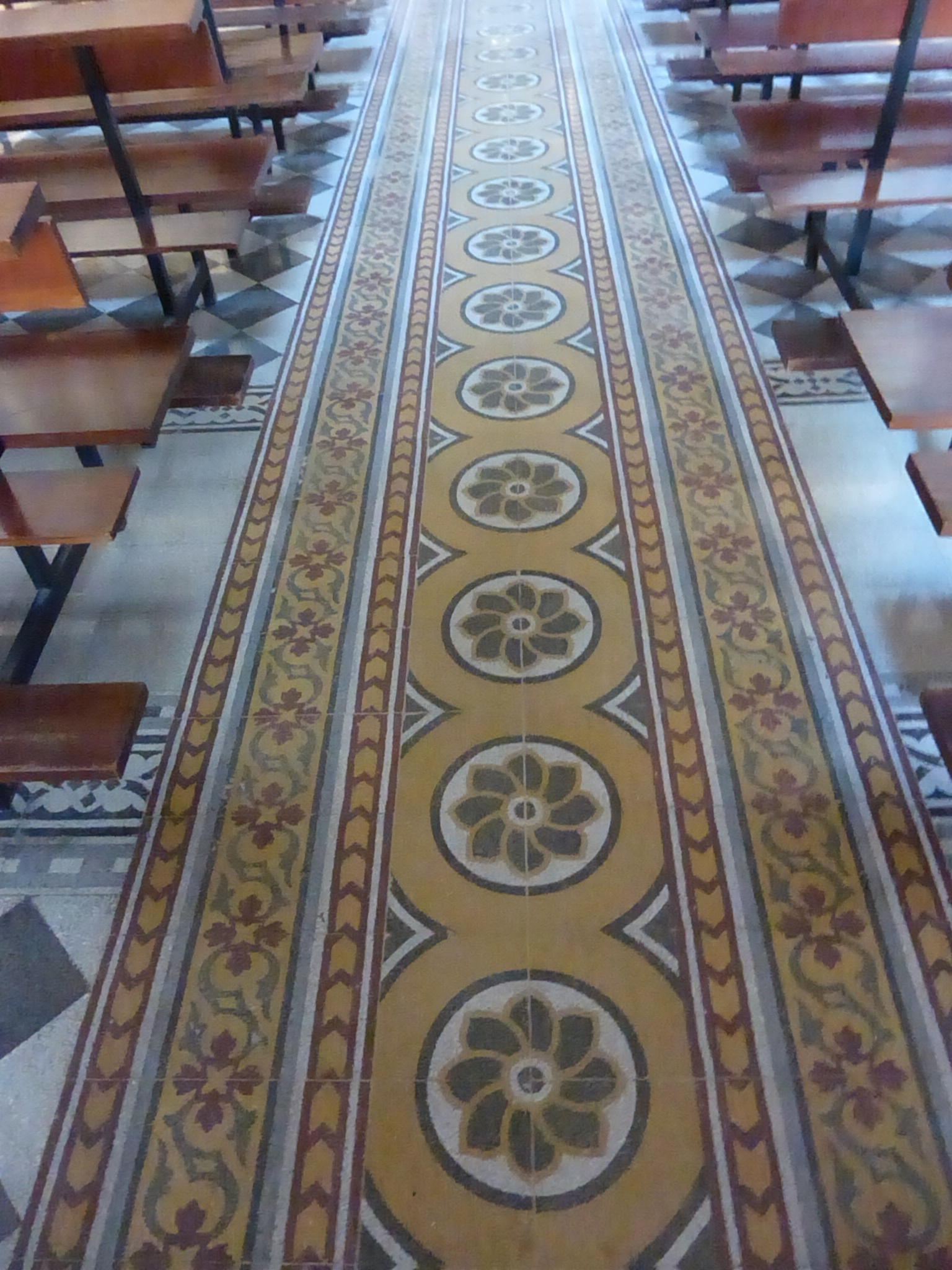
Pavement